# Episodi di Please Like Me (terza stagione)
La terza stagione della serie televisiva Please Like Me è andata in onda in Australia dal 15 ottobre al 17 dicembre 2015 su ABC2.
In Italia, la stagione è disponibile su Netflix dal 2 dicembre 2016, in lingua originale con sottotitoli in italiano.
I titoli originali degli episodi sono tutti collegati a cibo e drink.
| n° | Titolo originale     | Titolo Italiano | Prima TV Australia | Prima TV Italia |
| -- | -------------------- | --------------- | ------------------ | --------------- |
| 1  | Eggplant             |                 | 15 ottobre 2015    | 2 dicembre 2016 |
| 2  | Simple Carbohydrates |                 | 22 ottobre 2015    | 2 dicembre 2016 |
| 3  | Croquembouche        |                 | 29 ottobre 2015    | 2 dicembre 2016 |
| 4  | Natural Spring Water |                 | 5 novembre 2015    | 2 dicembre 2016 |
| 5  | Coq Au Vin           |                 | 12 novembre 2015   | 2 dicembre 2016 |
| 6  | Pancakes with Faces  |                 | 19 novembre 2015   | 2 dicembre 2016 |
| 7  | Puff Pastry Pizza    |                 | 26 novembre 2015   | 2 dicembre 2016 |
| 8  | Amoxicillin          |                 | 3 dicembre 2015    | 2 dicembre 2016 |
| 9  | Champagne            |                 | 10 dicembre 2015   | 2 dicembre 2016 |
| 10 | Christmas Trifle     |                 | 17 dicembre 2015   | 2 dicembre 2016 |